# Римејк
Римејк (remake; на енглеском значи „поновно стварање”) је израз који се користи за нову верзију раније снимљеног филма, ТВ серију, ређе видео-игру и сл.